# Theodorich Veliký
Theodorich (též Theoderich)  Veliký (453–526) z rodu Amalů byl od roku 474 králem Ostrogótů.

## Gótský král
Theodorich pocházel z gótského rodu Amalů, jehož příslušníci patřili ke skupinám Ostrogótů, kteří sídlili v Huny ovládané Panonii. V mládí se dostal jako rukojmí do Konstantinopole a získal zde značné vzdělání i znalost politických poměrů. Když se pak stal roku 474 ostrogótským králem, zaměřil se na východořímskou říši. Na Balkáně se hlavním soupeřem jeho bojovníků stala skupina gótských foederátů, usídlená v Thrákii, která zastávala vysoce privilegované postavení a měla blízko k panovnickému dvoru. V jejím čele stál Theodorich Strabón. Panonští a thráčtí Gótové bojovali, podněcováni císařem, proti sobě, vzápětí se spojovali proti císaři a pořádali ničivé nájezdy do vnitrozemí říše. Po Strabónově smrti v roce 481 se obě skupiny sjednotily pod vládou Theodoricha Amaly, a položily tak základy novému mocnému politickému celku Ostrogótů. Roku 483 uzavřeli s císařem Zenonem, kterému nezbývalo než respektovat Theodorichovy úspěchy, dohodu, na jejímž základě byli panonští Gótové usazeni v Dácii a Moesii a Theodorich jmenován císařským vojevůdcem s vysokým ročním platem a konzulem na rok 484, což představovalo pro barbarského krále nevídané pocty.

## Vládce Itálie

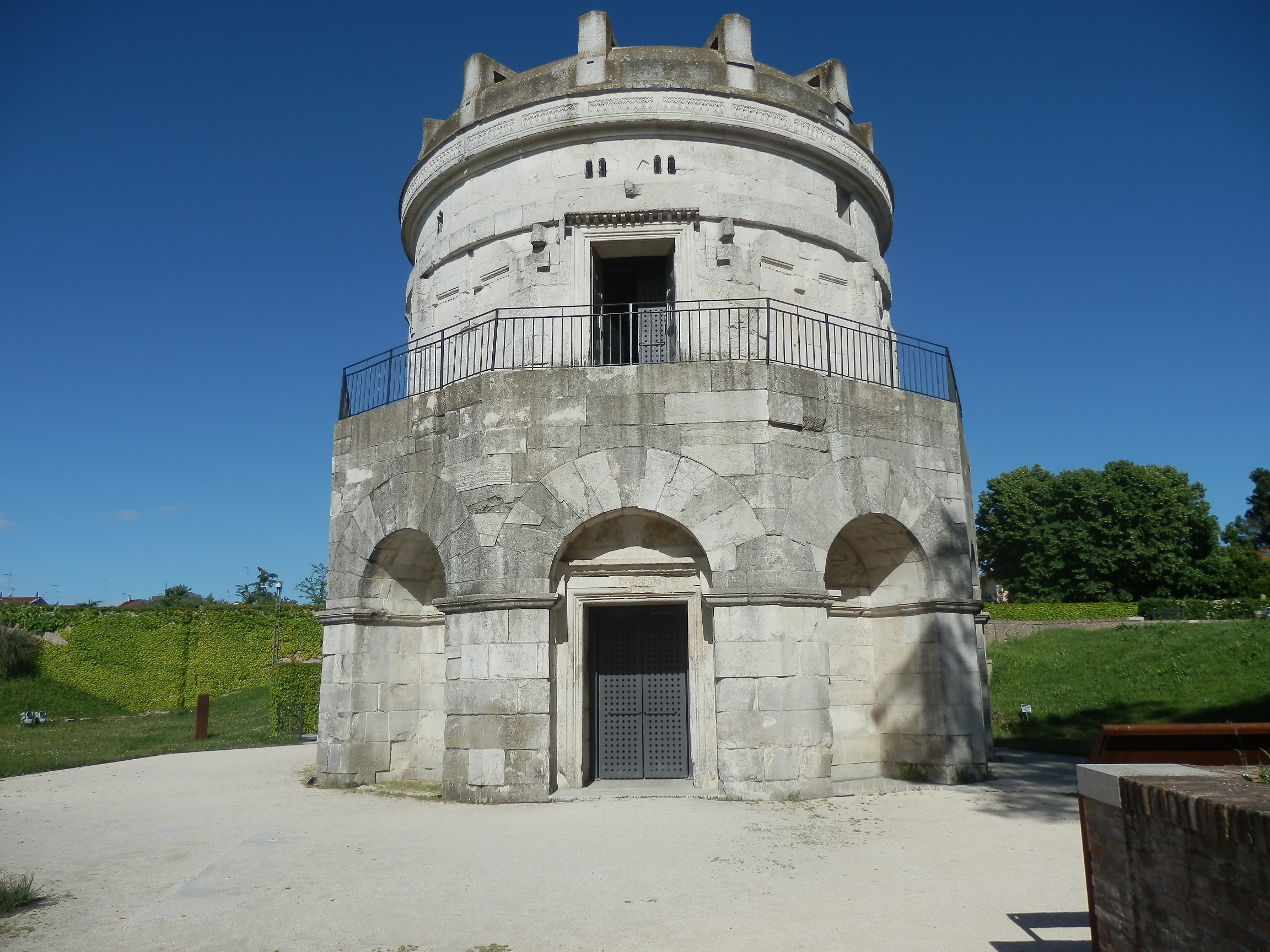
Pohled na hrobku Theodoricha Velikého poblíž Ravenny.

Theodorich se však nestal spolehlivým císařovým spojencem. Roku 486 vyplenili Ostrogóti Thrákii a o rok později oblehli samotnou Konstantinopol. Zenon se proto rozhodl dostat je pryč z území říše. Obratně využil jejich zájmu o Itálii – Theodorich již dříve navrhoval intervenci Gótů s cílem vrátit na trůn sesazeného císaře – a pověřil ho úkolem skoncovat s germánským králem Odoakerem, jenž si mezitím začal počínat v Itálii jako suverénní vládce. Císař jistě nepočítal s tím, že by prostřednictvím Ostrogótů mohl sám ovládnout Itálii. Centrum bývalé římské říše zůstalo v rukou barbarů, výsledkem Theodorichovy akce bylo pouze vystřídání jednoho germánského vládce druhým.
Roku 488 odtáhli Ostrogóti v čele se svým králem Theodorichem z Balkánu. Theodorich dobyl do roku 493 celou Itálii a dohodl se s Odoakerem o společné vládě. Poté ho nechal zabít a sám zaujal jeho místo náměstka byzantského císaře (císař Anastasius mu dokonce propůjčil odznaky císařské hodnosti). Fakticky se Theodorich stal nezávislým vládcem a snažil se o obnovu západořímské říše. Své postavení chtěl zajistit svazkem germánských ariánských říší na území bývalé římské říše, což mu znemožnil jeho švagr franský král Chlodvík I., který se nechal pokřtít a přijal oficiální nikájské učení. Podmanil si papežství a dosazoval papeže. V letech 497–498 vyhověl císař Anastasius Theodorichovu požadavku, uznal legitimitu jeho vlády a dokonce mu navrátil odznaky císařské moci, které Odoaker před lety poslal do Konstantinopole. Později dal pod tlakem okolností dokonce najevo, že Theodoricha chápe jako sobě rovnocenného římského vládce.
Ve vnitřní politice navázal na antickou tradici a jeho pojetí panovnické moci odpovídalo pozdněřímskému císařství. Respektoval senát i katolické obyvatelstvo, usiloval o romanizaci Gótů. V jeho období vznikla vynikající literární (Cassiodorus, Boëthius) i stavební (sídelní Ravenna) díla pozdní antiky.
Ke konci vlády se zhoršil Theodorichův vztah k východořímskému císaři. Roku 524 nechal král bez soudu popravit pro obvinění ze spiknutí několik významných mužů, především senátorů. Mezi nimi byl filosof Boëthius a významný patricij Symmachus.

## Rodina
S konkubínou neznámého jména měl dcery:
- Theodegotha (ca 473–?). Provdána za Alaricha II. coby součást otcovy aliance s Vizigóty.
- Ostrogotha či Arevagni (ca 475–?). Provdána za krále Zikmunda Burgundského coby součást otcovy aliance s Burgundy.

S manželkou Audofledou, dcerou Chilpericha I., měl jednu dceru:
- Amalasuetha, královna Gótů, provdána za ostrogótského šlechtice Eutharicha

## Následníci
Po Theodorichově smrti se jeho následníkem stal vnuk Athalarich, který však byl nezletilý, proto se vlády ujala jeho matka, Theodorichova dcera Amalaswintha.

## V kultuře

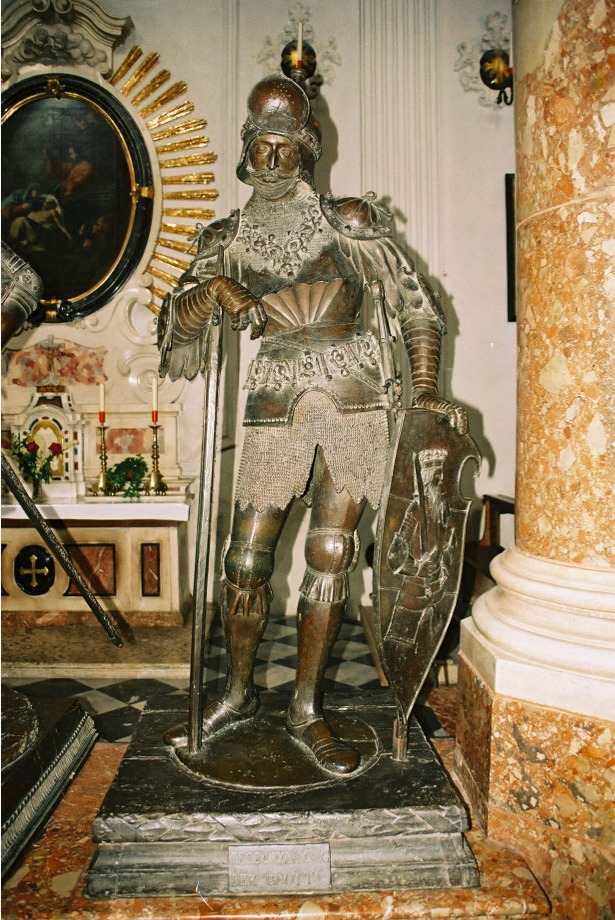
Bronzová socha Theodoricha Velikého (od Petera Vischera staršího, 1512–13), z pomníku císaře Maxmiliána I. ve dvorním kostele v Innsbrucku

Theodorich se dočkal velkého ohlasu ve středověkých germánských ságách, eposech a rytířských románech, jeho příběh byl přetransformován do příběhů hrdiny Dietricha z Bernu.